# Bonate Sotto
Bonate Sotto est une commune italienne de la province de Bergame, dans la région Lombardie.

## Géographie
Bonate Sotto est une petite ville située à 40 km au nord-est de Milan et à 9 km au sud-ouest de Bergame.

## Culture
La basilique sainte-Julie, édifice roman du XIIe siècle, dont seule une partie subsiste.

## Administration
| Période                                  | Période | Identité | Étiquette | Qualité |
| ---------------------------------------- | ------- | -------- | --------- | ------- |
|                                          |         |          |           |         |
| Les données manquantes sont à compléter. |         |          |           |         |

### Communes limitrophes
Bonate Sopra, Chignolo d'Isola, Dalmine, Filago, Madone, Treviolo.